# Stojčinovac
Stojčinovac je naselje u Republici Hrvatskoj u Požeško-slavonskoj županiji, u sastavu općine Čaglin.

## Zemljopis
Stojčinovac je smješten na obroncima Krndije,  oko 16 km istočno od Čaglina, susjedna sela su Jezero i Dobra Voda na zapadu i Mokreš na jugu.

## Stanovništvo
Prema popisu stanovništva iz 2001. godine Mokreš je imao 7 stanovnika, dok je prema popis stanovništva iz 1991. godine imao 13 stanovnika.
| broj stanovnika | 98    | 115   | 116   | 151   | 178   | 164   | 161   | 177   | 101   | 102   | 86    | 41    | 18    | 13    | 7     | 4     | 2     |
|                 | 1857. | 1869. | 1880. | 1890. | 1900. | 1910. | 1921. | 1931. | 1948. | 1953. | 1961. | 1971. | 1981. | 1991. | 2001. | 2011. | 2021. |